# Villa di Papiano

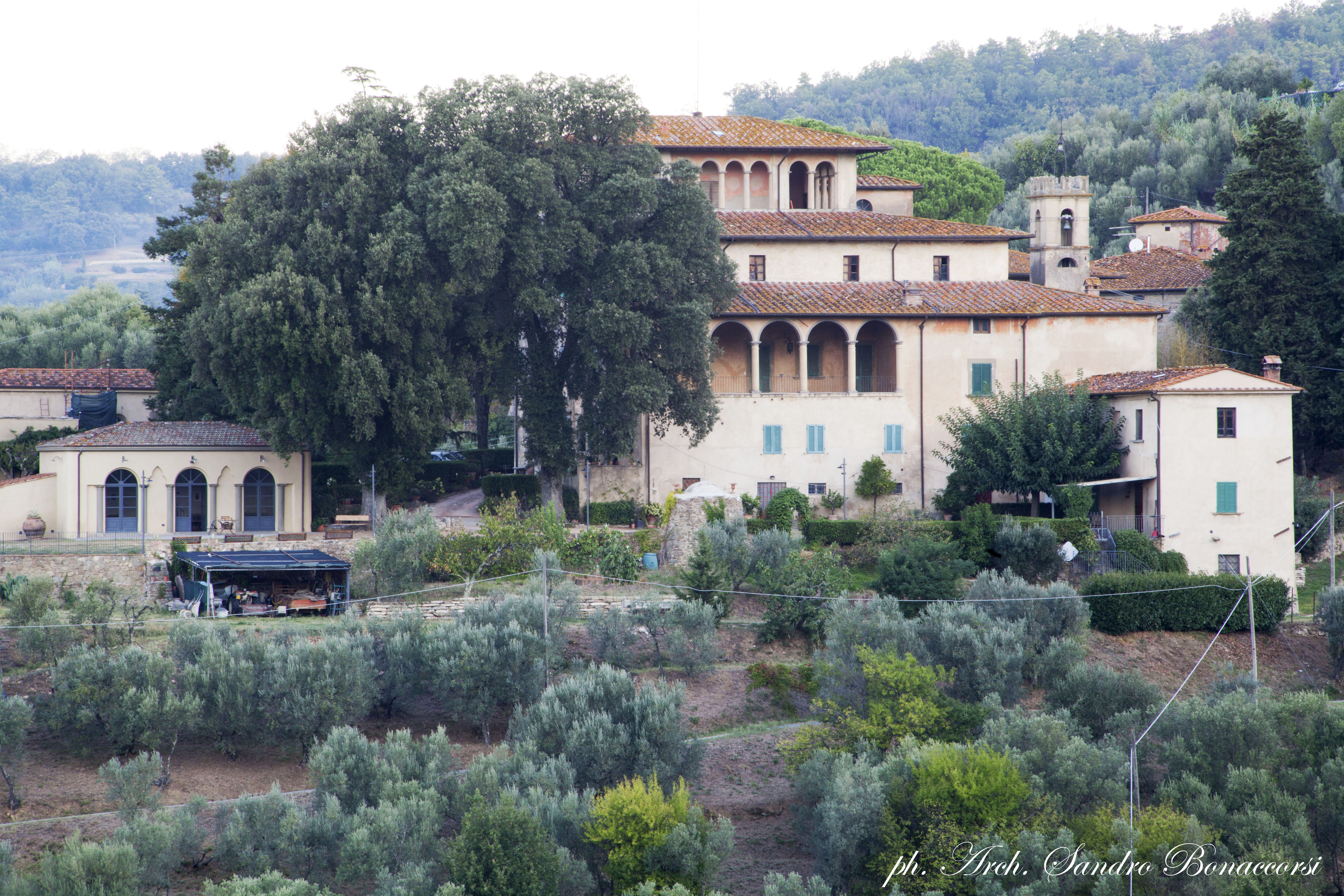
Villa di Papiano o dell'Americana

La villa di Papiano, nota anche come villa dell'Americana, è uno storico complesso architettonico situato nell'omonima località del comune di Lamporecchio, in provincia di Pistoia.

## Storia
Un primo insediamento nasce in epoca medievale nella località di Papiano, sul versante meridionale del Montalbano, lungo la via di comunicazione che da Vinci conduce a Pistoia. Nel periodo rinascimentale vi venne fatta edificare la villa padronale dalla famiglia Torrigiani, definitivamente completata nel Cinquecento, attorno alla quale vennero poi realizzati il giardino ed altri edifici. Nel tardo Ottocento la villa fu dimora della ricca statunitense Laura Towne Merrick che apportò notevoli modifiche. Attualmente, parte del complesso è sede di un'azienda agrituristica.

## Descrizione
La villa padronale si presenta con prevalenti elementi stilistici neorinascimentale per le modifiche apportate al complesso architettonico nella seconda metà dell'Ottocento. Il fabbricato, a pianta quadrangolare, si articola su tre piani alla cui sommità si eleva una struttura turriforme caratterizzata dalla presenza di un loggiato che si sviluppa su tutti e quattro i lati. Il giardino storico collega la villa padronale alla cappella gentilizia e agli altri edifici della tenuta.